# ألفي مور
ألفي مور هو لاعب هوكي الجليد كندي، ولد في 1 ديسمبر 1904 في تورونتو في كندا، وتوفي في 29 يونيو 1979.

## وصلات خارجية
- ألفي مور على موقع دوري الهوكي الوطني (الإنجليزية)
- ألفي مور على موقع قاعة مشاهير الهوكي (لاعب أن.إتش.أل) (الإنجليزية)
- ألفي مور على موقع EliteProspects.com (الإنجليزية)
- ألفي مور على موقع HockeyDB.com (الإنجليزية)
- ألفي مور على موقع Hockey-Reference.com (الإنجليزية)